# スタンウェル
スタンウェル (Stanwell) は、イングランド南東部サリー州スペルソーン行政区（バラ）にある郊外の村。チャリング・クロスから西南西に15.7マイル（24.8km）の位置にあり、ロンドン・ヒースロー空港の南縁、すなわちヒリンドン・ロンドン特別区の南縁から半マイル（0.8km）のところにある。2001年の国勢調査の時点で、調査区 Stanwell North は人口7,301人、調査区 Stanwell South は人口4,766人であった。

## 歴史
地名の由来については、2つの説がある。ひとつは村にある聖アンの井戸 (St Anne's Well) に由来するというもので、より妥当に見えるもうひとつの説は "stone well" （「石の壁」の意）が転訛したとするものである。地名の綴り字の最初の方は、この村に隣接し、同様に「石」に地名が由来するとされるステインズと同じになっている。
スタンウェルは、1086年のドゥームズデイ・ブック（土地台帳）に Stanwelle として記録され、オセアの子、ウォルター (Walter, son of Othere) の所有地として、15ハイドの面積が記されている。そこには水車が4基あり、３ポンド10シリング（£3 10s 0d）とウナギ375匹分の価値と評価されており、以下、堰3基（ウナギ1000匹の価値）、犂 (plough)10本、草地（犂12本分の価値）、林地（豚12頭分の価値）があった。税額は14ポンドであった。
1603年、初代ニヴィット男爵トマス・ニヴィットにスタンウェルのマナー（荘園）が下賜された。ニヴィット男爵は、火薬陰謀事件の際にガイ・フォークスを捕縛した人物である。ニヴィットはスタンウェルに無料の学校を作るよう遺言し、学校は1624年に創設された。この学校の建物は、今もハイ・ストリートに存在しているが、現在は高齢者のデイ・センターとして使用されている。スタンウェルにある聖メアリー教会は、12世紀に遡るもので、ナイヴェット卿夫妻の記念碑が残されている。この教会の建築には、ノルマン朝建築やゴシック建築の影響が認められる。1838年には、当時未知のバラの品種がスタンウェルの庭園で見つかり、「スタンウェル・パーペチュアル (Stanwell Perpetual)」（「永遠のスタンウェル」の意）と命名された。 
1930年以降、スタンウェルは、ミドルセックス州のステインズ市街地区 (Staines Urban District)の一部となった。1965年には、1963年ロンドン自治法 (London Government Act 1963) によってミドルセックス州の大部分はグレーター・ロンドンに帰属することとなったが、ステインズ市街地区はサリー州に移管された。
第二次世界大戦後、住宅組合や公営住宅による大規模な住宅供給が進められたが、その大部分は空港で働く人々のためのものであった。
2004年、スタンウェルは全国的に開催されたイベント「Britain In Bloom」の都市コミュニティ部門で銅賞に入賞した。

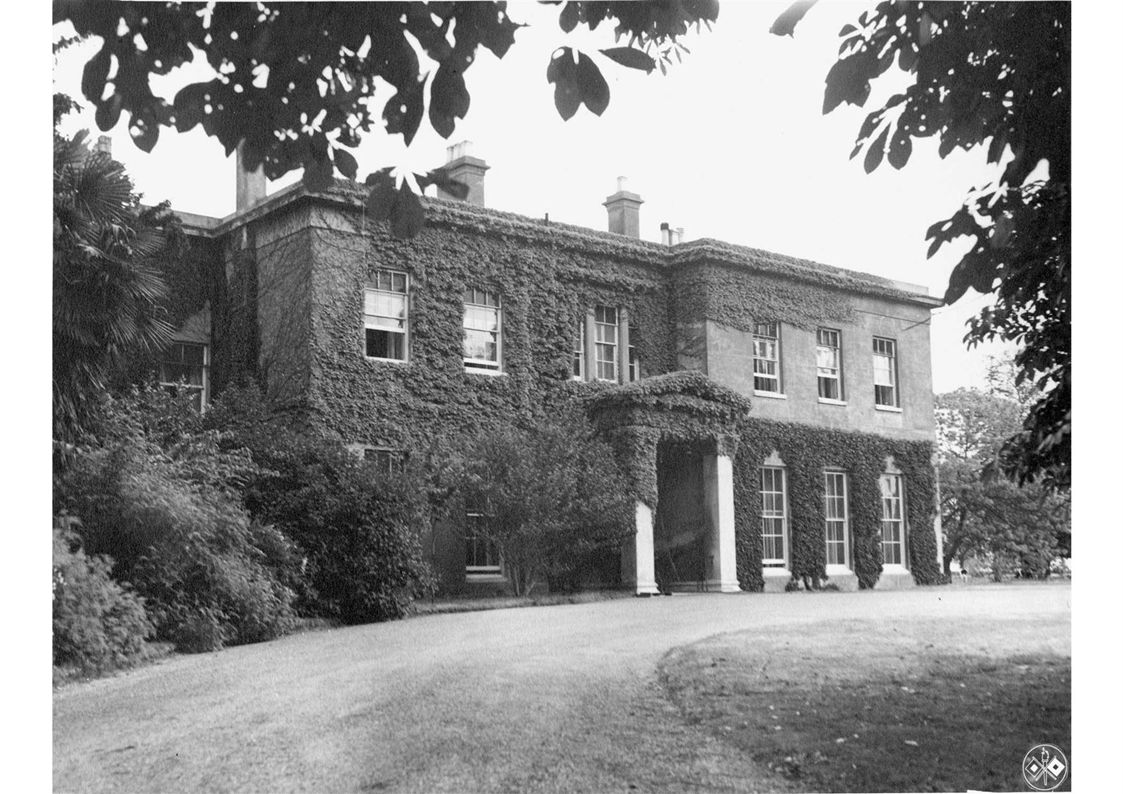
スタンウェル・プレイス

### スタンウェル・プレイス
スタンウェル・プレイスは、集落から半マイルほど西へ離れた、パーク・ロードの北側にある17世紀のマナー・ハウスの跡である。1754年から1933年までは、ギボンズ家 (the Gibbons) がマナーに関わる諸権利を有しており、1800年代以降は、徐々にそのエステートを売却していった。屋敷を含めた一帯も1933年にジョン・ウィルター・ギブソン (John Watson Gibson) に売却されたが、その一部にあたる330エーカー (1.3 km2)は、1937年にはジョージ6世貯水池 (King George VI Reservoir) の開発のために水道局 (Metropolitan Water Board) に転売された。ギブソンの死後、1947年に、スタンウェル・プレイスは、イラク王国の国王ファイサル2世 (King Faisal II of Iraq) に売却され、1958年に国王が暗殺されるまで、その所有にとどまっていた。エステートはその後、砂利採取場とするために売却され、地域住民による保存運動もあったものの屋敷は荒廃し、1960年代に建物は撤去された。

## 経済
かつて、ブリテリッシュ・メディテレーニアン・エアウェイズは、ハウンズロー・ロンドン特別区のサーラス・ハウス (the Cirrus House) に本社を置いていたが、これはスタンウェルに隣接する場所であった。

## 著名な住民
- トマス・ニヴィット (初代ニヴィット男爵) - 1601年に庶民院議員。1603年に火薬陰謀事件摘発の功により男爵位とスタンウェルのマナーを下賜され、貴族院議員、枢密顧問官などを歴任する。
- ニコラス・ヒリアード - Poyle Manor を借りて住んだ。
- James Nares - イングランドのオルガン奏者、作曲家。1715年に当地で生まれ、テレサ・コステロ (Teresa Costello) と結婚した[15]。
- Richard Cox - ,イギリスの園芸家。 Cox's Orange Pippinというリンゴの品種を開発し、当地のバース・ロードの庭で最初に栽培した。
- Sir John Watson Gibson - 土木建築家。当初は Stanwell Lodge に、次いで Stanwell Place に、1920年代から1947年に没するまで住んでいた[16]。
- Sir Allen Lane - ペンギン・ブックスの創業者。スタンウェル・ムーア (Stanwell Moor) の Silverbeck に住んでいた[17]。
- イラク国王ファイサル2世 (King Faisal II of Iraq) - 1948年から暗殺された1958年までスタンウェル・プレイスを所有[11]。
- ゲイリー・ニューマン - 歌手。スタンウェルで育ち、地元の Abbotsford School に学んだ。
- Pete Shaw - 作家、演出家。スタンウェルの Short Lane で育った。
- Vonn Ströpp - シュルレアリスムの画家。1962年にスタンウェルで生まれた。